# David Fabricius
David Fabricius (Esens, 9 de março de 1564 - Osteel, 7 de maio de 1617) Foi um teólogo luterano e astrónomo alemão que teve o mérito de ser um dos primeiros a utilizar um telescópio para observar o céu. O estudo das manchas solares e a  primeira estrela variável que o mundo ocidental moderno teve conhecimento são seus principais trabalhos na astronomia.

## Trabalho científico
Fabricius descobriu a primeira estrela variável periódica conhecida (em oposição a variáveis cataclísmicas, como novas e supernovas), Mira, em agosto de 1596. A princípio, ele acreditava que era "apenas" outra nova, como todo o conceito de variável recorrente fazia. não existe na época. Quando ele viu Mira brilhar novamente em 1609, no entanto, ficou claro que um novo tipo de objeto havia sido descoberto no céu.

Dois anos depois, seu filho Johannes Fabricius (1587-1615) voltou da universidade na Holanda com telescópios para estudar o Sol. Apesar das dificuldades de observar o sol diretamente, eles notaram a existência de manchas solares, a primeira instância confirmada de sua observação (embora declarações pouco claras em textos do leste asiático sugiram que os astrônomos chineses podem tê-las descoberto a olho nu anteriormente, e Fabricius pode ter notado ele mesmo sem um telescópio alguns anos antes). A dupla logo inventou a câmera escura telescópica para salvar seus olhos e ter uma visão melhor do disco solar, e observaram que as manchas se moviam. Eles apareceriam na borda leste do disco, movendo-se constantemente para a borda oeste, desapareceriam e reapareceriam no leste novamente após a passagem da mesma quantidade de tempo que levou para cruzar o disco em primeiro lugar. Isso sugeria que o Sol girava em torno de seu eixo, o que havia sido postulado antes, mas nunca comprovado por evidências. Johannes publicou Maculis in Sole Observatis, et Apparente earum cum Sole Conversione Narratio ("Narration on Spots Observed on the Sun and their Appparent Rotation with the Sun") em junho de 1611. Infelizmente, após a morte prematura de Johannes Fabricius aos 29 anos, o livro permaneceu obscuro e foi eclipsado pelas descobertas e publicações independentes sobre manchas solares por Christoph Scheiner e Galileo Galilei, alguns meses depois.